# 小行星9075
小行星9075（英語：9075）是一颗围绕太阳公转的小行星。1994年4月14日，埃莉諾·赫琳在帕洛马山发现了此天体。
这颗小行星的绝对星等为302.6786160392895等。